# Österreichischer Krimipreis
Der Österreichische Krimipreis ist ein österreichischer Literaturpreis, der seit 2017 für Werke aus dem Bereich der Kriminalliteratur verliehen wird. Der von der Leitung des Krimifest Tirol initiierte Preis ist mit 4.000 Euro dotiert und wird von wechselnden Sponsoren gestiftet, anfangs von der Firma PEMA und seit 2019 von Swarovski Kristallwelten. Der Preisträger wird bestimmt aus einer von Krimispezialisten (Buchhändler, Blogger und Journalisten) erstellten Shortlist mit drei Autoren. Ausgezeichnet werden Krimiautoren, deren Werke „inhaltlich und literarisch besonders überzeugen und die kulturelle und gesellschaftliche Relevanz des Genres unterstreichen sowie richtungsweisende neue Entwicklungen innerhalb des Genres anstoßen.“

## Bisherige Preisträger
- 2017 Thomas Raab
- 2018 Ursula Poznanski
- 2019 Alex Beer
- 2021 Andreas Gruber
- 2022 Herbert Dutzler
- 2023 Rita Falk[1]
- 2024 Eva Rossmann[2]